# La Paradella
La Paradella és una masia de Sant Pere de Torelló (Osona) protegida com a Bé Cultural d'Interès Local.

## Descripció
Masia civil situada a ponent el veïnat de Dalt de la Vola, damunt d'un turó de margues i construïda damunt la pedra viva. És de planta rectangular, coberta a dues vessants i amb el carener paral·lel a la façana, orientada a llevant, el portal és de forma rectangular.
Consta de planta baixa, primer pis i golfes a la part de llevant. A ponent té un pis més. En aquest sector sobresurt un cos, adossat a l'edificació, en el qual s'obren unes galeries a nivell del segon pis sostingudes per pilars de totxo. La casa està construïda amb pedra, totxo i alguns sectors de tàpia. Les obertures són petites i normalment emmarcades per llindes de fusta sense cap ornamentació. L'estat de conservació és regular. S'habita temporalment.

## Història
Es troba dins del terme de l'antic nucli de la Vola, vella demarcació coneguda per AVETOLA i documentada des del 923. La parròquia de Sant Andreu de la Vola, a redós de la qual es formà el nucli, encara que tingui orígens més antics, fou renovada i dotada de nou l'any 1031.
Aquest mas es troba registrat al fogatge de 1553 de la parròquia i terme de la Vola i Curull. Aleshores habitava el mas en Jaume COLLELL, alies PARADELLA.
No hi ha cap dada constructiva que permeti datar les reformes.
Aquesta masia consta en el cens de la Vola i Curull de l'any 1780. Antigament el seu topònim era "mansi Paradella" (llatí vulgar dels segles XII al XIV).